# SS Birma
SS Birma – transatlantycki parowy statek pasażerski produkcji brytyjskiej, używany w latach 1895–1924.

## Historia
Okręt powstał w stoczni Fairfield Shipbuilding and Engineering Company w Govan w Wielkiej Brytanii jako „Arundel Castle” dla armatora Castle Line. Został zwodowany w 2 października 1894 roku.
Statek na przestrzeni lat w trakcie swojej służby przeszedł w liczne zmiany właścicieli oraz nazw. W 1905 roku został sprzedany duńskiej firmie East Asiatic Company i zmieniono mu w tedy nazwę na „Birma”. Od 1908 roku służył rosyjskiej Russian American Line pod tą samą nazwą («Бирма»). W 1913 roku przemianowano nazwę na „Mitava” («Митава»).
W 14 kwietnia 1912 roku SS Birma był jednym z okrętów, które zareagowały na sygnał CQD/SOS z tonącego „Titanica”. W trakcie I wojny światowej służył jako statek szpitalny. W styczniu 1921 roku trafił do gdańskiego Polish Navigation Company i otrzymał nazwę „Józef Piłsudski”. Po przejęciu przez niemiecką firmę otrzymał nazwę „Wilbo”. W 1924 roku został zezłomowany we Włoszech.

## Galeria

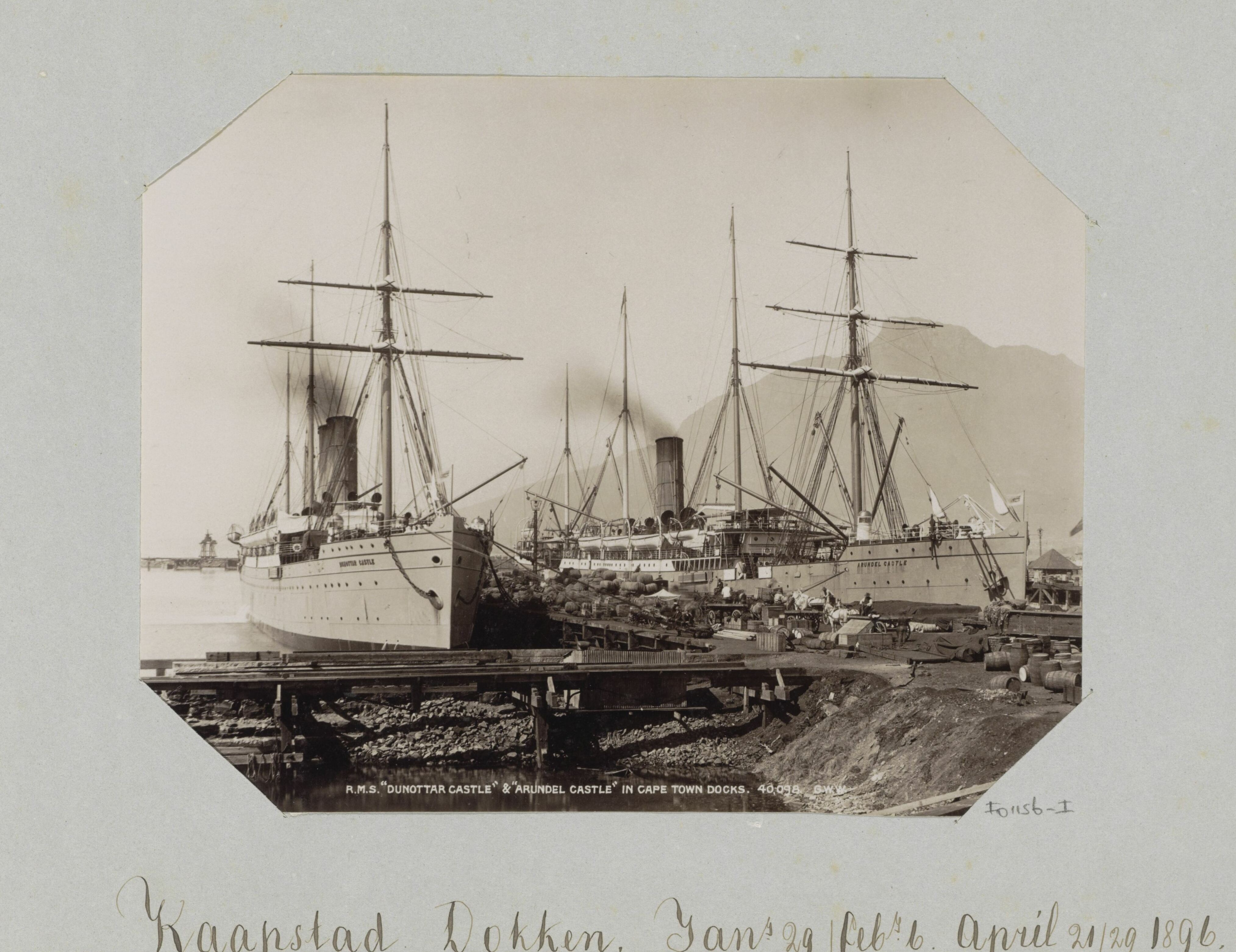
Jako SS Arundel Castle (po prawej), Kapsztad (1896)
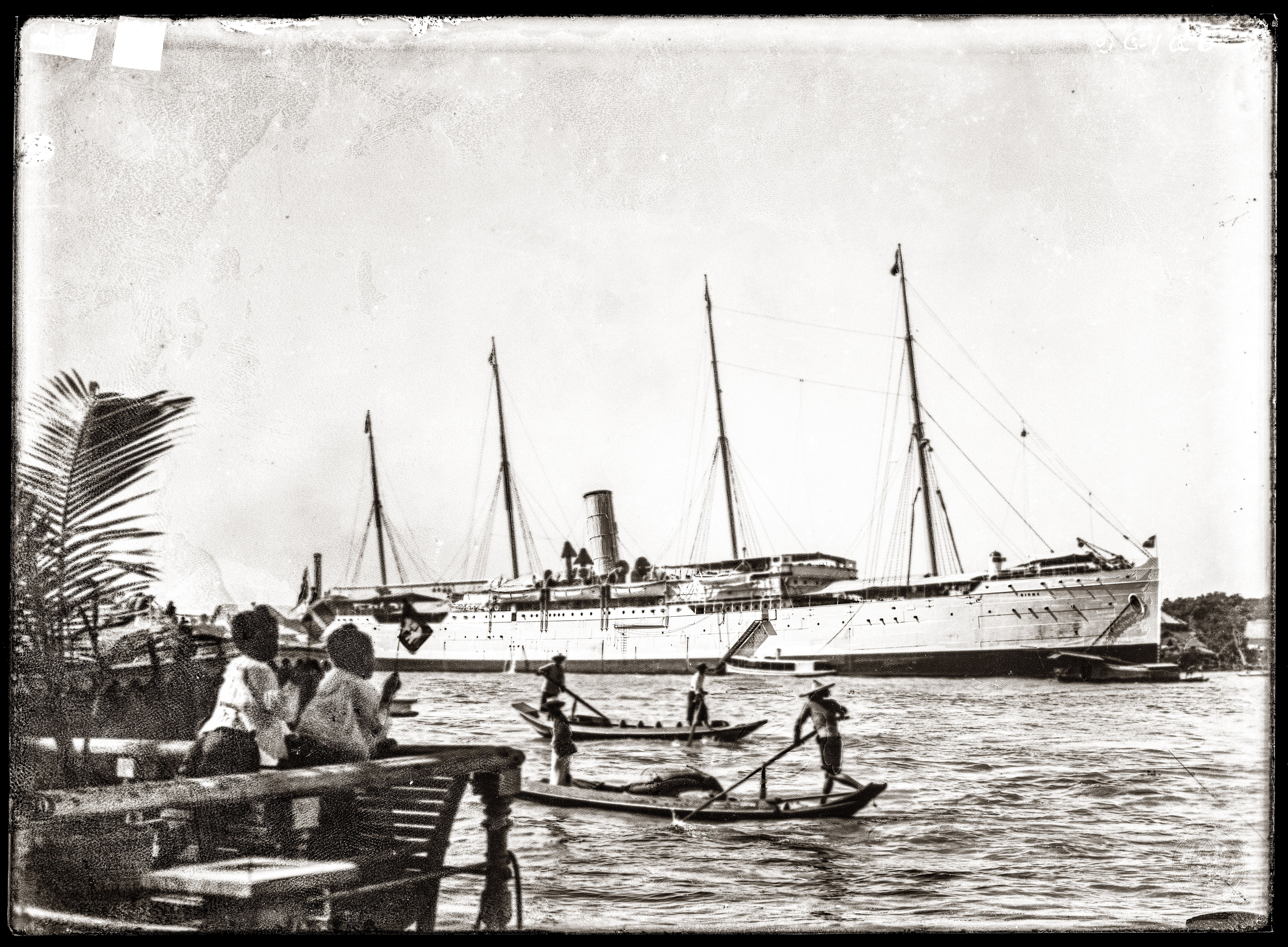
SS Birma w Bangkoku (1906)
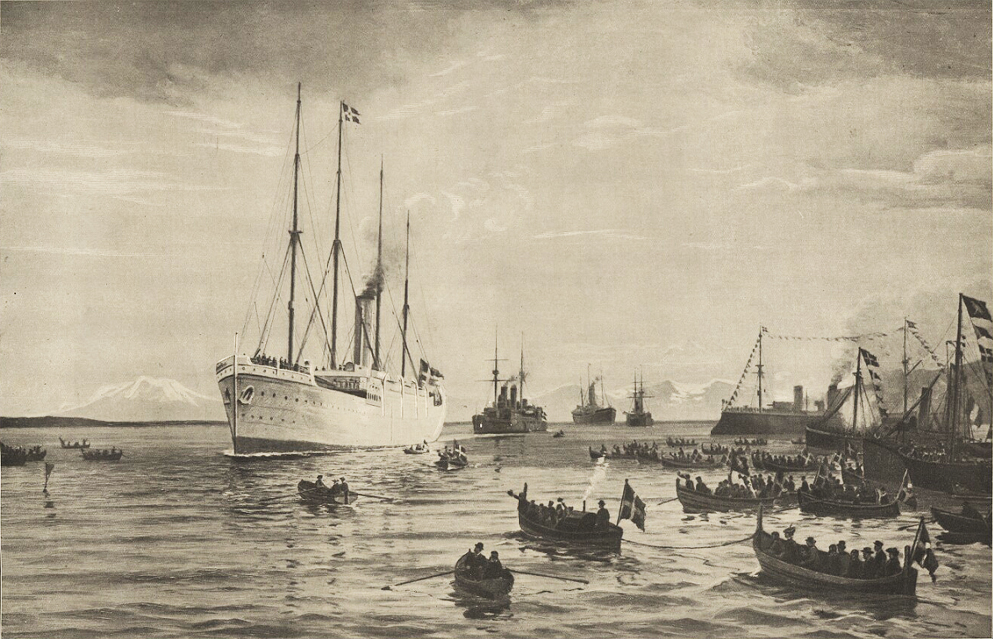
SS Birma z duńskim królem Fryderykiem VIII podczas jego wizyty na Islandii (1907)
Położenie SS Birma i innych statków względem tonącego Titanica
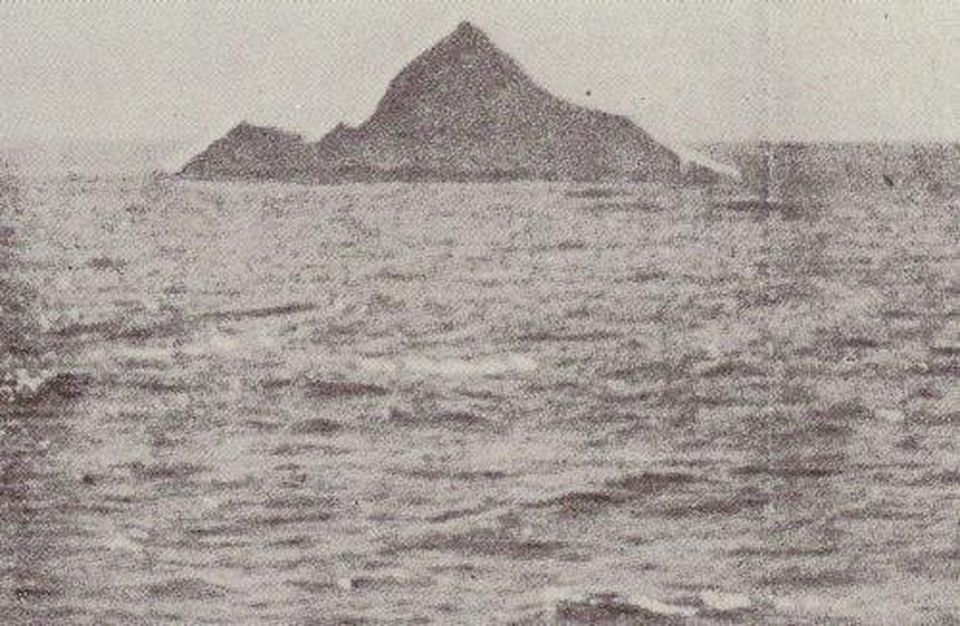
Zdjęcie góry lodowej z którą prawdopodobnie zderzył się RMS Titanic zrobione z pokładu SS Birma
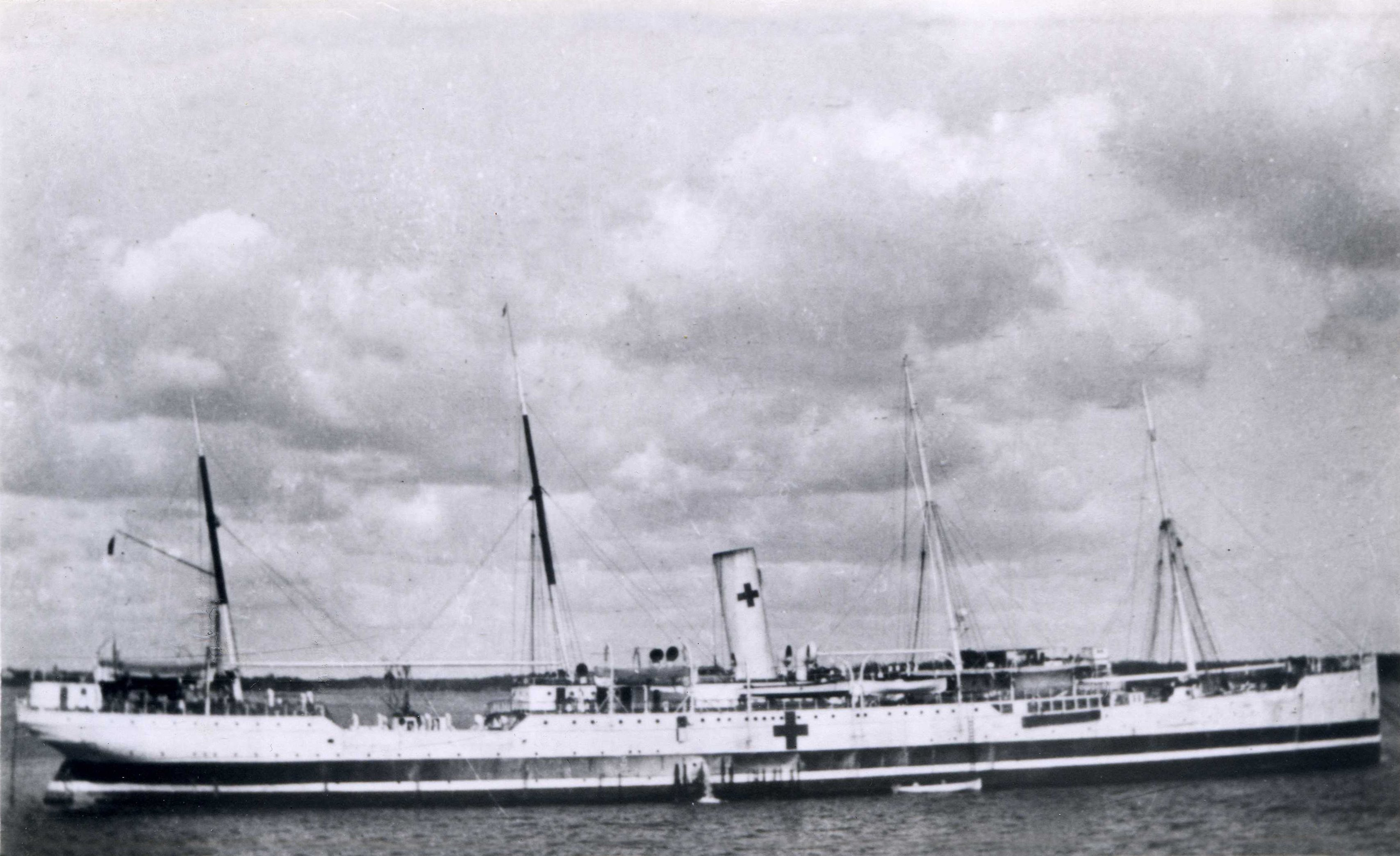
Jako statek szpitalny o nazwie HS Mitava w 1918 r.